# Megalostomina
Megalostomina es un género de foraminífero bentónico considerado un sinónimo posterior de Lamarckina de la subfamilia Ceratobulimininae, de la familia Ceratobuliminidae, de la superfamilia Ceratobuliminoidea, del suborden Robertinina y del orden Robertinida. Su especie tipo era Megalostomina fuchsi. Su rango cronoestratigráfico abarcaba el Eoceno.

## Clasificación
Megalostomina incluía a la siguiente especie:
- Megalostomina fuchsi †